# Sarcophaga spinifera
Sarcophaga spinifera är en tvåvingeart som beskrevs av Hardy 1932. Sarcophaga spinifera ingår i släktet Sarcophaga och familjen köttflugor. Inga underarter finns listade i Catalogue of Life.